# 둥구 (타이난시)

둥 구의 위치

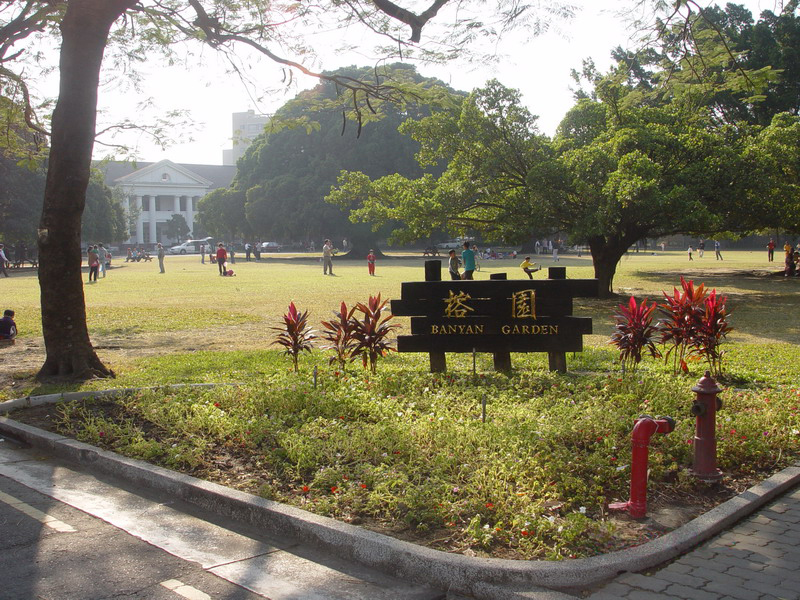
국립 청궁 대학

둥구(한국어: 동구, 중국어: 東區, 병음: Dōng Qū)는 중화민국 타이난시의 시할구이다. 넓이는 13.4156km2이고, 인구는 2015년 8월 기준으로 189,031명이다. 타이난 시의 구 중에서 가장 인구가 많다.

## 지리
베이 구, 중시 구, 난 구, 융캉 구, 런더 구와 접한다.

## 역사
- 타이완 철로관리국 종관선
- 국도 1호선

## 교육
- 국립 청궁 대학

## 같이 보기
- 타이난시